# Premundial Femenino CONCACAF de 2010
El Premundial Femenino Concacaf de 2010 fue la octava edición oficial donde la CONCACAF organizó un torneo entre selecciones femeniles. El torneo se disputó en Cancún México, del 28 de octubre al 8 de noviembre. Este torneo que también es el torneo de eliminación para la Copa Mundial Femenina de Fútbol. Las dos selecciones finalistas calificaran a la copa mundial, mientras que el tercer lugar jugó una repesca contra el quinto lugar de la UEFA. Asimismo, a la versión femenina de los Panamericanos asistirán Canadá y México, junto al equipo del Caribe y al de Centroamérica que terminen en la mejor posición en el Premundial Femenil. Se caracterizó por la victoria de 2-1 por parte de México a Estados Unidos, caracterizada por ser la mejor selección femenina de fútbol mundial.

## Eliminatorias

### Caribe

#### 1.ª Ronda[3]

##### Grupo A
| Equipo                       | Pts | PJ | PG | PE | PP | GF | GC |
| ---------------------------- | --- | -- | -- | -- | -- | -- | -- |
| Guyana                       | 6   | 2  | 2  | 0  | 0  | 3  | 0  |
| Surinam                      | 3   | 2  | 1  | 0  | 1  | 1  | 2  |
| San Vicente y las Granadinas | 0   | 2  | 0  | 0  | 2  | 0  | 2  |

##### Grupo B
| Equipo                 | Pts | PJ | PG | PE | PP | GF | GC |
| ---------------------- | --- | -- | -- | -- | -- | -- | -- |
| Puerto Rico            | 6   | 2  | 2  | 0  | 0  | 13 | 0  |
| San Cristóbal y Nieves | 3   | 2  | 1  | 0  | 1  | 2  | 7  |
| Dominica               | 0   | 2  | 0  | 0  | 2  | 0  | 8  |

##### Grupo C
| Equipo                               | Pts | PJ | PG | PE | PP | GF | GC |
| ------------------------------------ | --- | -- | -- | -- | -- | -- | -- |
| Santa Lucía                          | 6   | 2  | 2  | 0  | 0  | 9  | 1  |
| Antigua y Barbuda                    | 3   | 2  | 1  | 0  | 1  | 4  | 3  |
| Islas Vírgenes de los Estados Unidos | 0   | 2  | 0  | 0  | 2  | 1  | 10 |

##### Grupo D
| Equipo                | Pts | PJ | PG | PE | PP | GF | GC |
| --------------------- | --- | -- | -- | -- | -- | -- | -- |
| Haití                 | 6   | 2  | 2  | 0  | 0  | 7  | 1  |
| República Dominicana  | 3   | 2  | 1  | 0  | 1  | 4  | 3  |
| Islas Turcas y Caicos | 0   | 2  | 0  | 0  | 2  | 1  | 8  |

##### Grupo E
| Equipo   | Pts | PJ | PG | PE | PP | GF | GC |
| -------- | --- | -- | -- | -- | -- | -- | -- |
| Barbados | 6   | 2  | 2  | 0  | 0  | 7  | 0  |
| Anguila  | 3   | 2  | 1  | 0  | 1  | 2  | 3  |
| Granada  | 0   | 2  | 0  | 0  | 2  | 0  | 6  |

#### 2.ª Ronda

##### Grupo A
| Equipo            | Pts | PJ | PG | PE | PP | GF | GC |
| ----------------- | --- | -- | -- | -- | -- | -- | -- |
| Trinidad y Tobago | 9   | 3  | 3  | 0  | 0  | 14 | 1  |
| Guyana            | 6   | 3  | 2  | 0  | 1  | 11 | 3  |
| Barbados          | 3   | 3  | 1  | 0  | 2  | 4  | 11 |
| Santa Lucía       | 0   | 3  | 0  | 0  | 0  | 4  | 18 |

| 10 de mayo de 2010 | Guyana                                   | 3:0 (2:0) | Barbados | Marvin Lee Stadium, Tunapuna                                                 |                                                                              |
|                    | El-Masri 9' · Rodrigues 37' · Savona 48' | Reporte   |          | Asistencia: 150 espectadores Árbitro(s): Sabina Charles-Kirton (Santa Lucía) | Asistencia: 150 espectadores Árbitro(s): Sabina Charles-Kirton (Santa Lucía) |

| 10 de mayo de 2010 | Trinidad y Tobago                                            | 6:1 (3:0) | Santa Lucía  | Marvin Lee Stadium, Tunapuna                                        |                                                                     |
|                    | Edwards 11', 23' · Cordner 19', 52' · Mollon 56' · Shade 83' | Reporte   | Alphonse 60' | Asistencia: 150 espectadores Árbitro(s): Cardella Samuels (Jamaica) | Asistencia: 150 espectadores Árbitro(s): Cardella Samuels (Jamaica) |

| 12 de mayo de 2010 | Santa Lucía | 0:8 (0:3) | Guyana                                                                              | Marvin Lee Stadium, Tunapuna                                                |                                                                             |
|                    |             | Reporte   | El-Masri 9' · Rodrigues 11', 54' · Heydorn 15', 58', 64' · Owen 47' · Rodrigues 63' | Asistencia: 200 espectadores Árbitro(s): Shane De Silva (Trinidad y Tobago) | Asistencia: 200 espectadores Árbitro(s): Shane De Silva (Trinidad y Tobago) |

| 12 de mayo de 2010 | Trinidad y Tobago                                    | 5:0 (2:0) | Barbados | Marvin Lee Stadium, Tunapuna                                        |                                                                     |
|                    | King 5', 11', 48' · Herbert 72' (a.g.) · Cordner 90' | Reporte   |          | Asistencia: 200 espectadores Árbitro(s): Cardella Samuels (Jamaica) | Asistencia: 200 espectadores Árbitro(s): Cardella Samuels (Jamaica) |

| 14 de mayo de 2010 | Barbados                                | 4:3 (2:0) | Santa Lucía                  | Marvin Lee Stadium, Tunapuna                                                |                                                                             |
|                    | Stevenson 19' · Stevenson 35', 50', 55' | Reporte   | Henry 71', 86' · Marquis 78' | Asistencia: 300 espectadores Árbitro(s): Shane De Silva (Trinidad y Tobago) | Asistencia: 300 espectadores Árbitro(s): Shane De Silva (Trinidad y Tobago) |

| 14 de mayo de 2010 | Trinidad y Tobago               | 3:0 (2:0) | Guyana | Marvin Lee Stadium, Tunapuna                                                 |                                                                              |
|                    | Cordner 15', 65' · Matthias 34' | Reporte   |        | Asistencia: 300 espectadores Árbitro(s): Sabina Charles-Kirton (Santa Lucía) | Asistencia: 300 espectadores Árbitro(s): Sabina Charles-Kirton (Santa Lucía) |

##### Grupo B
| Equipo            | Pts | PJ | PG | PE | PP | GF | GC |
| ----------------- | --- | -- | -- | -- | -- | -- | -- |
| Haití             | 9   | 3  | 3  | 0  | 0  | 9  | 1  |
| Cuba              | 6   | 3  | 2  | 0  | 1  | 10 | 7  |
| Puerto Rico       | 3   | 3  | 1  | 0  | 2  | 11 | 6  |
| Antigua y Barbuda | 0   | 3  | 0  | 0  | 3  | 2  | 18 |

| 11 de mayo de 2010 | Cuba                                        | 4:3 (1:0) | Puerto Rico                      | Manny Ramjohn Stadium, Marabella, San Fernando                  |                                                                 |
|                    | Martínez 37', 67' · Martínez 50' · Cruz 56' | Reporte   | Tirelli 72', 75' · Hernández 85' | Asistencia: 100 espectadores Árbitro(s): Nicola Joseph (Guyana) | Asistencia: 100 espectadores Árbitro(s): Nicola Joseph (Guyana) |

| 11 de mayo de 2010 | Antigua y Barbuda | 1:4 (1:0) | Haití                                                         | Manny Ramjohn Stadium, Marabella, San Fernando                         |                                                                        |
|                    | London 36'        | Reporte   | Pierre Louis 19' · Batard 42' · Aristilde 43' · Mathelier 60' | Asistencia: 100 espectadores Árbitro(s): Gillian Martindale (Barbados) | Asistencia: 100 espectadores Árbitro(s): Gillian Martindale (Barbados) |

| 13 de mayo de 2010 | Haití                                | 3:0 (0:0) | Cuba | Manny Ramjohn Stadium, Marabella, San Fernando                        |                                                                       |
|                    | Charles 52' · Boulos 75' · Brand 86' | Reporte   |      | Asistencia: 25 espectadores Árbitro(s): Gillian Martindale (Barbados) | Asistencia: 25 espectadores Árbitro(s): Gillian Martindale (Barbados) |

| 13 de mayo de 2010 | Puerto Rico                                                                         | 8:0 (5:0) | Antigua y Barbuda | Manny Ramjohn Stadium, Marabella, San Fernando                          |                                                                         |
|                    | Felix 4', 16' · Negron 18', 72' · Soltero 35' · Reyes 39' · Tebosa 84' · Guerra 90' | Reporte   |                   | Asistencia: 25 espectadores Árbitro(s): Asha Lester (Trinidad y Tobago) | Asistencia: 25 espectadores Árbitro(s): Asha Lester (Trinidad y Tobago) |

| 15 de mayo de 2010 | Haití                              | 2:0 (1:0) | Puerto Rico | Manny Ramjohn Stadium, Marabella, San Fernando                           |                                                                          |
|                    | Saintilmond 16' · Pierre Louis 87' | Reporte   |             | Asistencia: 100 espectadores Árbitro(s): Asha Lester (Trinidad y Tobago) | Asistencia: 100 espectadores Árbitro(s): Asha Lester (Trinidad y Tobago) |

| 15 de mayo de 2010 | Cuba                                                          | 6:1 (3:0) | Antigua y Barbuda | Manny Ramjohn Stadium, Marabella, San Fernando                           |                                                                          |
|                    | Martínez 8', 11', 64' · González 35' · Ellis 50' · Torres 75' | Reporte   | Jacobs 82'        | Asistencia: 100 espectadores Árbitro(s): Asha Lester (Trinidad y Tobago) | Asistencia: 100 espectadores Árbitro(s): Asha Lester (Trinidad y Tobago) |

#### Eliminatoria
| Fecha               | Lugar |        |  | Resultado |  |        |
| ------------------- | ----- | ------ |  | --------- |  | ------ |
| 26 de junio de 2010 |       | Cuba   |  | 1:0       |  | Guyana |
| 3 de julio de 2010  |       | Guyana |  | 3:1       |  | Cuba   |

| 26 de junio de 2010 | Cuba         | 1:0 (1:0) | Guyana | Estadio Pedro Marrero, Ciudad de La Habana                                 |                                                                            |
|                     | Martínez 21' | Reporte   |        | Asistencia: 60 espectadores Árbitro(s): Shane De Silva (Trinidad y Tobago) | Asistencia: 60 espectadores Árbitro(s): Shane De Silva (Trinidad y Tobago) |

| 3 de julio de 2010 | Guyana                                      | 3:1 (2:1) | Cuba         | Providence Stadium, Providence                                                 |                                                                                |
|                    | Rodrigues 37' · Persaud 44' · Rodrigues 48' | Reporte   | Martínez 35' | Asistencia: Sin datos de espectadores Árbitro(s): Gillian Archundia (Barbados) | Asistencia: Sin datos de espectadores Árbitro(s): Gillian Archundia (Barbados) |

### Centroamérica

#### Grupo A
| Equipo      | Pts | PJ | PG | PE | PP | GF | GC |
| ----------- | --- | -- | -- | -- | -- | -- | -- |
| Guatemala   | 6   | 2  | 2  | 0  | 0  | 7  | 2  |
| El Salvador | 3   | 2  | 1  | 0  | 1  | 10 | 2  |
| Belice      | 0   | 2  | 0  | 0  | 2  | 1  | 14 |

| 20 de abril de 2010 | El Salvador                                                                  | 9:0 (4:0) | Belice | Estadio Pensativo, Antigua                                         |                                                                    |
|                     | Merino 9' · Campos 15', 29' · Landaverde 17', 68' · Ramos 69', 86', 87', 90' | Reporte   |        | Asistencia: 102 espectadores Árbitro(s): Erika Vargas (Costa Rica) | Asistencia: 102 espectadores Árbitro(s): Erika Vargas (Costa Rica) |

| 22 de abril de 2010 | Guatemala                | 2:1 (1:1) | El Salvador    | Estadio Pensativo, Antigua                                           |                                                                      |
|                     | Ramos 12' · Cayetano 55' | Reporte   | Landaverde 25' | Asistencia: 565 espectadores Árbitro(s): Quetzalli Alvarado (México) | Asistencia: 565 espectadores Árbitro(s): Quetzalli Alvarado (México) |

| 24 de abril de 2010 | Guatemala                                               | 5:1 (1:0) | Belice        | Estadio Pensativo, Antigua                                       |                                                                  |
|                     | Tobar 45' · Ramos 48' · Cayetano 61', 72' · Lohaiza 70' | Reporte   | Hernández 55' | Asistencia: 1,200 espectadores Árbitro(s): Arlene Troya (Panamá) | Asistencia: 1,200 espectadores Árbitro(s): Arlene Troya (Panamá) |

#### Grupo B
| Equipo     | Pts | PJ | PG | PE | PP | GF | GC |
| ---------- | --- | -- | -- | -- | -- | -- | -- |
| Costa Rica | 6   | 2  | 2  | 0  | 0  | 4  | 0  |
| Nicaragua  | 3   | 2  | 1  | 0  | 1  | 2  | 3  |
| Honduras   | 0   | 2  | 0  | 0  | 2  | 1  | 4  |

| 26 de abril de 2010 | Nicaragua              | 2:1 (0:0) | Honduras   | Estadio Nacional Dennis Martínez, Managua                                |                                                                          |
|                     | Lovo 31' · Acevedo 86' | Reporte   | Turcios 9' | Asistencia: 325 espectadores Árbitro(s): Yesli Sarai Rivas (El Salvador) | Asistencia: 325 espectadores Árbitro(s): Yesli Sarai Rivas (El Salvador) |

| 28 de abril de 2010 | Honduras | 0:2 (1:0) | Costa Rica                | Estadio Nacional Dennis Martínez, Managua                                  |                                                                            |
|                     |          | Reporte   | Venegas 39' · Sánchez 81' | Asistencia: 60 espectadores Árbitro(s): Maria Cecibel Ortega (El Salvador) | Asistencia: 60 espectadores Árbitro(s): Maria Cecibel Ortega (El Salvador) |

| 30 de abril de 2010 | Nicaragua | 0:2 (0:0) | Costa Rica               | Estadio Nacional Dennis Martínez, Managua                        |                                                                  |
|                     |           | Reporte   | Cedeño 24' · Venegas 37' | Asistencia: 550 espectadores Árbitro(s): Irazema Aguilera (Cuba) | Asistencia: 550 espectadores Árbitro(s): Irazema Aguilera (Cuba) |

## Torneo final

### Equipos participantes
| Grupo A           | Grupo B        |
| ----------------- | -------------- |
| México            | Estados Unidos |
| Canadá            | Costa Rica     |
| Trinidad y Tobago | Haití          |
| Guyana            | Guatemala      |

### Sedes
| Cancún                               | Cancún             |
| Estadio Olímpico Andrés Quintana Roo | Estadio Beto Ávila |
| Capacidad: 20 000                    | Capacidad: 9 000   |
| ------------------------------------ | ------------------ |

### Primera fase

#### Grupo A
| Equipo            | Pts | PJ | PG | PE | PP | GF | GC | DG  |
| ----------------- | --- | -- | -- | -- | -- | -- | -- | --- |
| Canadá            | 9   | 3  | 3  | 0  | 0  | 12 | 0  | 12  |
| México            | 6   | 3  | 2  | 0  | 1  | 9  | 5  | 4   |
| Trinidad y Tobago | 3   | 3  | 1  | 0  | 2  | 4  | 4  | 0   |
| Guyana            | 0   | 3  | 0  | 0  | 3  | 3  | 19 | -16 |

| 29 de octubre de 2010 | Trinidad y Tobago | 0:1 (0:0) | Canadá       | Estadio Beto Ávila, Cancún                                           |                                                                      |
|                       |                   | Reporte   | Tancredi 63' | Asistencia: 250 espectadores Árbitro(s): Kari Seitz (Estados Unidos) | Asistencia: 250 espectadores Árbitro(s): Kari Seitz (Estados Unidos) |

| 29 de octubre de 2010 | México                                                    | 7:2 (4:2) | Guyana                     | Estadio Beto Ávila, Cancún                                                 |                                                                            |
|                       | Garza 2', 45' · Domínguez 24', 36', 67', 79' · Worbis 59' | Reporte   | El-Masri 34' · DeSouza 39' | Asistencia: 6.500 espectadores Árbitro(s): Yesli Sarai Rivas (El Salvador) | Asistencia: 6.500 espectadores Árbitro(s): Yesli Sarai Rivas (El Salvador) |

| 31 de octubre de 2010 | Canadá                                                                 | 8:0 (2:0) | Guyana | Estadio Beto Ávila, Cancún                                                   |                                                                              |
|                       | Julien 15' · Sinclair 34', 50', 63', 75' · Filigno 46', 75' · Lang 90' | Reporte   |        | Asistencia: 482 espectadores Árbitro(s): Sabina Charles-Kirton (Santa Lucía) | Asistencia: 482 espectadores Árbitro(s): Sabina Charles-Kirton (Santa Lucía) |

| 31 de octubre de 2010 | México                    | 2:0 (4:0) | Trinidad y Tobago | Estadio Beto Ávila, Cancún                                         |                                                                    |
|                       | Domínguez 45' · López 58' | Reporte   |                   | Asistencia: 8.250 espectadores Árbitro(s): Irazema Aguilera (Cuba) | Asistencia: 8.250 espectadores Árbitro(s): Irazema Aguilera (Cuba) |

| 2 de noviembre de 2010 | Guyana       | 1:4 (0:2) | Trinidad y Tobago                                     | Estadio Beto Ávila, Cancún                                             |                                                                        |
|                        | El-Masri 60' | Reporte   | Cordner 11' · Belgrave 25' · Edwards 49' · Mascal 65' | Asistencia: 850 espectadores Árbitro(s): Gillian Martindale (Barbados) | Asistencia: 850 espectadores Árbitro(s): Gillian Martindale (Barbados) |

| 2 de noviembre de 2010 | México | 0:3 (0:2) | Canadá                                   | Estadio Beto Ávila, Cancún                                             |                                                                        |
|                        |        | Reporte   | Chapman 20' · Belanger 45' · Filigno 66' | Asistencia: 8.850 espectadores Árbitro(s): Kari Seitz (Estados Unidos) | Asistencia: 8.850 espectadores Árbitro(s): Kari Seitz (Estados Unidos) |

#### Grupo B
| Equipo         | Pts | PJ | PG | PE | PP | GF | GC | DG  |
| -------------- | --- | -- | -- | -- | -- | -- | -- | --- |
| Estados Unidos | 9   | 3  | 3  | 0  | 0  | 18 | 0  | 18  |
| Costa Rica     | 6   | 3  | 2  | 0  | 1  | 4  | 4  | 0   |
| Haití          | 3   | 3  | 1  | 0  | 2  | 1  | 8  | -7  |
| Guatemala      | 0   | 3  | 0  | 0  | 3  | 0  | 11 | -11 |

| 28 de octubre de 2010 | Costa Rica     | 1:0 (0:0) | Guatemala | Estadio Olímpico Andrés Quintana Roo, Cancún                         |                                                                      |
|                       | A. Venegas 51' | Reporte   |           | Asistencia: 550 espectadores Árbitro(s): Quetzalli Alvarado (México) | Asistencia: 550 espectadores Árbitro(s): Quetzalli Alvarado (México) |

| 28 de octubre de 2010 | Estados Unidos                                     | 5:0 (4:0) | Haití | Estadio Olímpico Andrés Quintana Roo, Cancún                           |                                                                        |
|                       | Buehler 9' · Wambach 15', 45', 62' · Rodríguez 40' | Reporte   |       | Asistencia: 2.500 espectadores Árbitro(s): Carol Anne Chenard (Canadá) | Asistencia: 2.500 espectadores Árbitro(s): Carol Anne Chenard (Canadá) |

| 30 de octubre de 2010 | Haití | 0:3 (0:2) | Costa Rica                           | Estadio Olímpico Andrés Quintana Roo, Cancún                            |                                                                         |
|                       |       | Reporte   | Cruz 35' · Rodríguez Cedeño 42', 52' | Asistencia: 456 espectadores Árbitro(s): Dianne Ferreira-James (Guyana) | Asistencia: 456 espectadores Árbitro(s): Dianne Ferreira-James (Guyana) |

| 30 de octubre de 2010 | Estados Unidos                                                                         | 9:0 (6:0) | Guatemala | Estadio Olímpico Andrés Quintana Roo, Cancún                                  |                                                                               |
|                       | Rodríguez 20', 45', 89' · Rapinoe 22', 40' · Wambach 29', 30' · Morgan 49' · Lloyd 55' | Reporte   |           | Asistencia: 1.050 espectadores Árbitro(s): Shane Da Silva (Trinidad y Tobago) | Asistencia: 1.050 espectadores Árbitro(s): Shane Da Silva (Trinidad y Tobago) |

| 1 de noviembre de 2010 | Guatemala | 0:1 (0:1) | Haití           | Estadio Olímpico Andrés Quintana Roo, Cancún                        |                                                                     |
|                        |           | Reporte   | Saintilmond 22' | Asistencia: 100 espectadores Árbitro(s): Cardella Samuels (Jamaica) | Asistencia: 100 espectadores Árbitro(s): Cardella Samuels (Jamaica) |

| 1 de noviembre de 2010 | Estados Unidos                                       | 4:0 (1:0) | Costa Rica | Estadio Olímpico Andrés Quintana Roo, Cancún                     |                                                                  |
|                        | Wambach 32' · Cheney 69' · Averbuch 73' · Morgan 81' | Reporte   |            | Asistencia: 502 espectadores Árbitro(s): Lucila Venegas (México) | Asistencia: 502 espectadores Árbitro(s): Lucila Venegas (México) |

### Fase final
Se jugó del 5 al 8 de noviembre.
|  | Semifinales    | Semifinales |   |                | Final      | Final |  |
|  |                |             |   |                |            |       |  |
|  |                |             |   |                |            |       |  |
|  |                |             |   |                |            |       |  |
|  | Canadá         | 4           |   |                |            |       |  |
|  | Costa Rica     | 0           |   |                |            |       |  |
|  |                |             |   |                |            |       |  |
|  |                |             |   |                |            |       |  |
|  |                |             |   |                | Canadá     | 1     |  |
|  |                | México      | 0 |                |            |       |  |
|  |                |             |   |                |            |       |  |
|  |                |             |   |                |            |       |  |
|  |                |             |   |                | 3.º puesto |       |  |
|  |                |             |   |                |            |       |  |
|  | Estados Unidos | 1           |   | Estados Unidos | 3          |       |  |
|  | México         | 2           |   |                | Costa Rica | 0     |  |

#### Semifinales
| 5 de noviembre de 2010 | Canadá                                                      | 4:0 (0:0) | Costa Rica | Estadio Beto Ávila, Cancún                                                    |                                                                               |
|                        | Belanger 62' · Filigno 72' · Sinclair 75' · Cruz 90' (a.g.) | Reporte   |            | Asistencia: 2.000 espectadores Árbitro(s): Shane Da Silva (Trinidad y Tobago) | Asistencia: 2.000 espectadores Árbitro(s): Shane Da Silva (Trinidad y Tobago) |

| 5 de noviembre de 2010 | Estados Unidos | 1:2 (1:2) | México                   | Estadio Beto Ávila, Cancún                                                |                                                                           |
|                        | Lloyd 25'      | Reporte   | Domínguez 3' · Pérez 26' | Asistencia: 8.364 espectadores Árbitro(s): Dianne Ferreira-James (Guyana) | Asistencia: 8.364 espectadores Árbitro(s): Dianne Ferreira-James (Guyana) |

#### Tercer lugar
| 8 de noviembre de 2010 | Estados Unidos                | 3:0 (2:0) | Costa Rica | Estadio Olímpico Andrés Quintana Roo, Cancún                           |                                                                        |
|                        | Cheney 17' · Wambach 33', 50' | Reporte   |            | Asistencia: 2.806 espectadores Árbitro(s): Quetzalli Alvarado (México) | Asistencia: 2.806 espectadores Árbitro(s): Quetzalli Alvarado (México) |

#### Final
| 8 de noviembre de 2010 | Canadá              | 1:0 (0:0) | México | Estadio Olímpico Andrés Quintana Roo, Cancún                                   |                                                                                |
|                        | Sinclair 54' (pen.) | Reporte   |        | Asistencia: 16.000 espectadores Árbitro(s): Shane Da Silva (Trinidad y Tobago) | Asistencia: 16.000 espectadores Árbitro(s): Shane Da Silva (Trinidad y Tobago) |

|                           |
| Bandera de Canadá         |
| Campeón Canadá 2.º título |

## Repesca contra UEFA
El equipo de Estados Unidos, luego de haber terminado en tercer lugar de la fase final jugó una eliminación directa contra el quinto lugar de la eliminatoria de la UEFA (Italia). El ganador de los partidos de ida y vuelta clasificará a la Copa Mundial Femenina de Fútbol de 2011.
El primer partido fue en Italia del área de UEFA y el definitorio en Estados Unidos de Concacaf.
| 20 de noviembre de 2010 | Italia | 0:1 (0:0) | Estados Unidos | Estadio Euganeo, Padua |                       |
|                         |        | Reporte   | Morgan 90+4'   | Árbitra: Silvia Reyes  | Árbitra: Silvia Reyes |

| 27 de noviembre de 2010 | Estados Unidos | 1:0 (1:0) | Italia | Toyota Park, Chicago |                      |
|                         | Rodríguez 40'  | Reporte   |        | Árbitra: Cha Sung-mi | Árbitra: Cha Sung-mi |

## Clasificados alMundial de Alemania 2011
| Bandera de Canadá | Bandera de México | Bandera de Estados Unidos |
| Canadá            | México            | Estados Unidos            |
| ----------------- | ----------------- | ------------------------- |

## Clasificados a losJuegos Panamericanos 2011
| Bandera de Canadá | Bandera de México | Bandera de Costa Rica | Bandera de Trinidad y Tobago |
| Canadá            | México Anfitrión  | Costa Rica            | Trinidad y Tobago            |
| ----------------- | ----------------- | --------------------- | ---------------------------- |